# Publix
Publix ist ein US-amerikanisches Lebensmitteleinzelhandelsunternehmen mit Sitz in Lakeland, Florida.
Das Handelsunternehmen beschäftigt über 240.000 Mitarbeiter an 1.322 Geschäftsstandorten und erzielte einen Umsatz von 54,942 Milliarden USD (Stand: 2022). Publix war im Jahr 2022, laut Forbes, das drittgrößte nicht-börsennotierte Unternehmen der USA. Publix bietet außerdem Catering-Service an. Die meisten Geschäfte befinden sich in Florida. 
Es ist gegenwärtig die größte US-amerikanische Supermarktkette, die anteilig ihren Mitarbeitenden sowie der Eigentümerfamilie gehört.

## Firmengeschichte

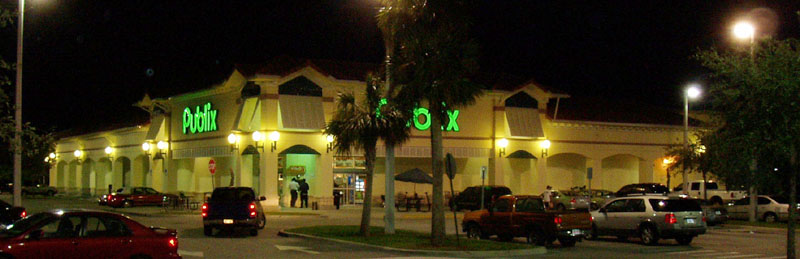
Supermarkt Publix bei Nacht

Der Unternehmensgründer George W. Jenkins eröffnete 1930 in Winter Haven, Florida, den ersten Publix-Einkaufsmarkt. 1934 erreichte er mit seinem Laden einen Umsatz von 120.000 US-Dollar. 1935 eröffnete er einen zweiten Einkaufsmarkt namens Economy Food Store in Winter Haven und erwarb im Jahre 1945 19 Einkaufsmärkte von der Kette All American.
1951 verlegte Jenkins den Unternehmenssitz nach Lakeland in Florida. 1956 überschritt das Unternehmen erstmals den jährlichen Umsatz von 50 Millionen US-Dollar und erzielte einen Gewinn von einer Million US-Dollar. 1957 wurden die Donut-Läden in den Einkaufsmärkten zu Bäckereiverkaufsgeschäften umgewandelt. 1959 bot das Unternehmen seinen Mitarbeitenden erstmals den Erwerb von Belegschaftsaktien an. Im gleichen Jahr war Publix im zentralen Florida der wichtigste Einkaufsmarkt und expandierte in den Süden Floridas. 1963 eröffnete das erste Geschäft in Miami und 1974 eröffneten die ersten Geschäfte in Jacksonville in Florida. 1982 wurde in den Supermärkten Presto!-Geldautomaten aufgestellt.
Der erste Supermarkt außerhalb des Bundesstaates Florida wurde 1991 in Savannah im Bundesstaat Georgia eröffnet: Weitere folgten in den kommenden Jahren. Ab 1993 eröffneten die ersten Geschäfte im Bundesstaat South Carolina, ab 1996 in Alabama und ab 2002 in Tennessee. 2014 öffnete der erste Publix-Supermarkt in North Carolina, 2017 in Virginia und 2024 in Kentucky.